# Josef Henggeler
Josef Henggeler (* 1. Oktober 1889 in Oberstrass, heute Zürich; † 15. März 1950 ebenda; heimatberechtigt in Zürich und Unterägeri) war ein Schweizer Politiker (SP).

## Leben
Henggeler absolvierte eine Lehre als Schriftsetzer und machte danach einige Wanderjahre in Deutschland. Wegen seiner Arbeitslosigkeit war er ab 1915 als Wärter im Burghölzli in Zürich angestellt. Von 1922 bis 1928 arbeitete er als Sekretär der Arbeiterunion Winterthur und anschliessend war er bis 1938 Zentralsekretär des Schweizerischen Verband des Personals öffentlicher Dienste.
Von 1925 bis 1928 sass Henggeler für die sozialdemokratische Partei der Schweiz im Grossen Gemeinderat von Winterthur. Danach politisierte er bis 1938 im Zürcher Kantonsrat, welchen er im Jahr 1937/1938 präsidierte. Zudem war er von 1932 bis 1941 Präsident der SP des Kantons Zürich. Nach seiner Zeit im Kantonsrat sass er im Zürcher Regierungsrat (1938–1950) sowie im Nationalrat (1943–1947).